# Carapau
Carapau é a designação vulgar de várias espécies de peixes de pequeno tamanho da família Carangidae, caracterizados por um corpo fusiforme, uma linha lateral terminada por escamas em forma de escudo, e uma camada de músculo vermelho na parte lateral do corpo. São peixes pelágicos que formam por vezes grandes populações e têm grande valor nutritivo e comercial.
No Brasil, também se usa este nome vulgar (e também a variante garapau) para algumas espécies de outras famílias, mas com aparência semelhante 
Em Portugal, a designação carapau está reservada ao Trachurus trachurus.
Os principais géneros de carapau são:
- Alepes
- Decapterus
- Trachurus